# Větrný mlýn (Holíč)
Větrný mlýn v Holíči je historická technická památka pocházející z 80. let 19. století. Nachází se jihovýchodně od města na zalesněném kopci Hrebeň. Je jediným zachovaným větrným mlýnem na Slovensku.

## Historie
Původní dřevěný mlýn je zobrazen na rytině z roku 1801. Patřil k nejstarším dřevěným mlýnům německého typu na území Slovenska a Česka. Dřevěný mlýn byl nahrazen kamenným třípodlažním mlýnem holandského typu. O jeho výstavbu se zasloužil tesařský mistr František Sláma.  Původní dřevěnou kupoli nahradila po roce 1927 kupole cihlová. Mlýn následně chátral až do roku 1970, kdy ho opravilo místní lovecké sdružení. 
V roce 1972 byl mlýn zapsán na seznam Národních kulturních památek SR.

## Poloha
Mlýn se nachází na jihovýchodním okraji města Holíč na kopci Hrebeň a je obklopený lesem. K mlýnu se lze dostat po zpevněné cestě z ulice Pod sýpkou od západu. Dalšími možnostmi je přístup po polních cestách z centra města ze severu, od obce Trnovec z východu nebo od zahrádkářské osady z jihu. Kolem mlýna vedou žlutá turistická trasa a 2 cykloturistické trasy - Skalická vinařská cesta a Strážnické a skalické vinohrady. Od mlýna je výhled severovýchodním směrem na obec Vrádište a město Skalica.

## Současnost
V současnosti se v okolí mlýna konají kulturní a společenské akce. Mlýn je veřejnosti přístupný po dohodě. 
V roce 2013 vydala Slovenská pošta poštovní známku s vyobrazením mlýna.  